# اندیئی، وال-دوواز
اندیئی (به فرانسوی: Andilly) یک کمون در فرانسه است که در Seine-et-Oise واقع شده‌است. اندیئی ۲٫۷۰ کیلومتر مربع مساحت دارد.